# Антоній Падуанський
Антоній Падуанський (лат. Antonius Patavinus, італ. Sant'Antonio di Padova, порт. Santo António de Pádua, Fernando Martins de Bulhões; 15 червня 1195 — 13 червня 1231) — португальський католицький священник, чернець-францисканець, проповідник. Народився в Лісабоні, Португалія. Відомий своїми сильними проповідями та експертними знаннями Біблії. Помер у Падуї, Італія. Проголошений святим майже відразу після смерті. Також — святий Антоній Лісабонський (порт. Santo António de Lisboa). Покровитель міста Турка.

## Ранні роки
Він народився, ймовірно, в 1195 році в Лісабоні, недалеко від міського собору, в благородній сім'ї, що носила, можливо, прізвище Бульоєс (порт. Fernando Martins de Bulhões). Його родичі були нащадками відомого Гоффредо ді Бульйоні (Буйон фр. Godefroi de Bouillon), який звільнив Єрусалим і став там першим християнським правителем. Під час хрещення в купелі, яка досі є місцем паломництва, він отримав ім'я Фернанд. До п'ятнадцяти років він вчився в єпископській школі, потім, не виправдавши сподівань знатної сім'ї, вирішив вступити в новіціат до каноніків-монахів святого Августина, де вивчав богослов'я, патрологію, Біблію та латинь. У сімнадцять років він перейшов в знаменитий монастир Санта Крус ді Коїмбра, що був найбільшим культурним, науковим і літературним центром країни.

## Вступ до Ордену Францисканців
Таким чином Фернанд здобув ґрунтовне знання Святого Письма і в двадцять чотири роки став священиком. Тепер перед ним відкривалося блискуче майбутнє. Тим часом, саме в ці роки до Коїмбри прибули дуже бідні, одягнені, як селяни, в чернечі ряси і відлоги, підперезані шнурками люди з міста Ассижу, що навернулися. Вони були послідовники св. Франциска, який ось вже декілька років був відомий християнському світу «як Сонце благодаті», «як новий Христос». Молодий канонік дон Фернанд надавав їм кілька разів дах над головою, коли вони приходили за милостинею до воріт великого монастиря. Вони здавалися людьми нікчемними, але змінювали обличчя Церкви. Вони проповідували Євангеліє як священики, хоча багато хто з них були мирянами, і в основному вони робили це на площах і в церквах. Вони посвячували себе Богові, даючи релігійну обітницю, але не хотіли ні монастирів, ні абатств, проживаючи в маленькому випадковому житлі. Вони показували приклад євангельської чистоти і добровільної суворої убогості. Але на відміну від багатьох єретиків того часу, вони не піддавали нападкам церковні інститути і священицьку ієрархію, з радістю їм підкоряючись. Фернанд попав під ці чари і відчув ностальгію (неначе заздалегідь передчуваючи це благо), як це завжди буває з чистосердечними людьми, коли вони зустрічаються зі справжнім втіленням ідеалу. Незабаром симпатія переросла в потребу належати до них, і якраз в цей час все місто було приголомшене сумною і одночасно героїчною звісткою. До Коїмбри були привезені тіла п'яти францисканців, котрі недавно вирушили з цього міста до Марокко з метою навернення сарацинів, але знайшли там смерть за любов до Христа. Їх лагідність не врятувала їх від рук Абу Якуба, прозваного Мірамоліном. І тепер португальський принц дон Педро, брат короля, привіз назад розтерзані і увінчані славою останки, а канонічна церква Санта Крус (де служив Фернанд) повинна була назавжди упокоїти тіла тих, кого канонізували як мучеників. Це були перші францисканські мученики, і говорили, що Ассизький Бідняк, отримавши звістку про їх жертовну загибель, вигукнув: «Нарешті у мене дійсно є п'ять молодших братів!» Фернанд був присутній при поверненні мучеників, яке було і поразкою, і перемогою водночас. П'ять бідних, позбавлених культури італійських братів пожертвували життям, щоб проповідувати Євангеліє. Вони не вивчали Святого Письма так довго, як він; знали лише декілька слів арабською — він же володів цією мовою досконало. І, проте, він спокійно перебував в своєму прекрасному монастирі, а брати були охоплені місіонерською пристрастю і навіть пролили свою кров за Христа.
Молодий студент почав гаряче мріяти померти за свою віру, на що у нього було мало шансів, так як він жив в чернечому корпусі.
Хоча Фернандо зустрівся з деякими перешкодами, він нарешті отримав його звільнення і був посвячений у францисканці в каплиці Святого Антонія Оліварес, недалеко від Коїмбри, на початку 1221 р. Він взяв ім'я Антоній на честь святого Антонія Єгипту, якому ця каплиця була присвячена. Це рішення спричиняло за собою відмову від всього — від положення і привілеїв. Він хотів одягнути своє тіло і свою душу в таку бідну сукню, яку важко було й уявити. Він навіть узяв собі нове ім'я — Антоній — на честь стародавнього святого абата, якому була присвячена монастирська церква.

## Проповідування та навчання

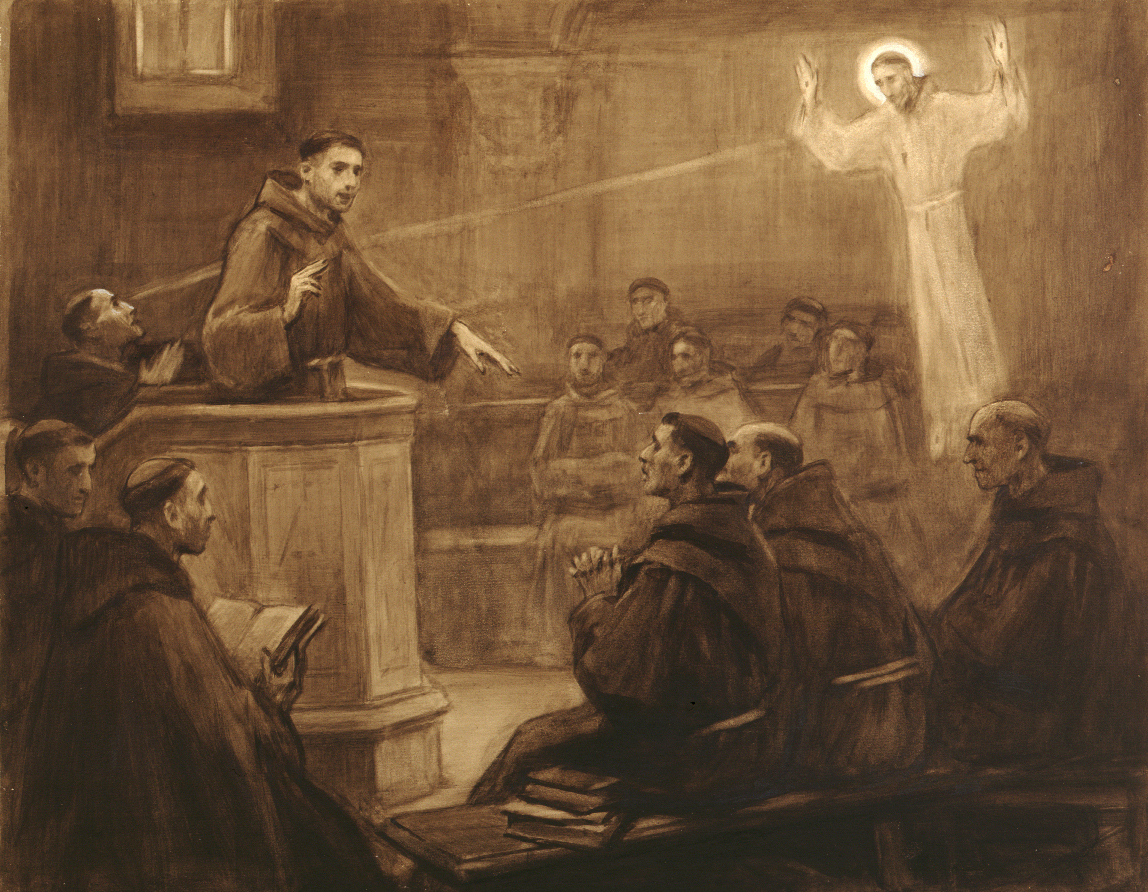
Явлення Св. Франциска, під час проповіді Св. Антонія Падуанського.

Достовірним фактом є присутність Антонія на зборах «Капітули про рогожі» в 1221 році, куди разом з Франциском зібралися більше трьох тисяч братів, що з'їхалися з різних кінців світу. Антоній для них був незнайомцем і залишався таким до тих пір, поки всі не пустилися в зворотну дорогу, отримавши послух провінційного священика. Тоді Антоній сам запропонував свої послуги провінційній парохії Романьї і був призначений в скит поблизу від Форлі. Там він і залишився би у покірних і самотніх молитвах, якби одного дня під час священичого рукопокладання на місці не виявилося проповідника. Провінційний священик попросив Антонія говорити те, на що його надихає Бог. Це був випадок, який несподівано відкрив в ньому геніального вчителя. Сама освіта, отримана в Коїмбрі, була винятковою для того часу і для тих слухачів. Але освіта доповнювалася тепер зрілістю м'якої і палкої людини, яка з любові до Христа відмовилась від всього і перевірила досвідом медитації ті істини, які він осягнув в результаті навчання. Після такого відкриття Антоній був вибраний роз'їзним проповідником і почав навчати своїх братів богослів'ю. У Болоньї він поклав початок теологічній францісканській школі, яка згодом мала величезне значення для всього Середньовіччя.
Франциск побоювався, з одного боку, що його молодші брати в духовному сенсі постраждають від інтелектуальної пихатості і зарозумілості, а з іншого, розумів, що не можна посилати їх проповідувати в уражені єрессю країни без належної підготовки, був радий дізнатися, що Антоній зміг так вдало поєднати науку зі святістю. Він написав йому записку, в якій було і схвалення, і наче «призначення». «Братові Антонію, моєму єпископові (так називає його Франциск, аби виразити йому своє благоговіння). Мені подобається, що ти викладаєш братам теологію, лиш би це заняття не заглушило в тобі духа святої молитви і доброти, як написано в Статуті». Томазо да Челано в «Другому життєписі» пише, що Франциск називав теологів «Життям тіла (Церкви), світильниками світу». І в своєму «Заповіті» Святий Франциск залишив наступне повчання: «Ми повинні шанувати і глибоко поважати теологів і всіх, хто несе нам Слово Боже, як тих, хто дає нам дух і життя». Окрилений схваленням основоположника ордену, Антоній об'їздив спочатку Італію, потім Францію, присвячуючи себе богословській освіті братів і безперестанній проповідницькій діяльності. Він говорив перед бідними і багатими, перед простолюдинами і прелатами, діючи як миротворець на площах і ринках, оскільки церкви не могли вміщати всіх бажаючих — така була його притягаюча сила. Про його перебування у Франції — також багате, як бачимо, чудесними подіями — говорить одна віршована легенда старофранцузькою мовою, яка є одним з перших документів, що свідчать про його життя.
У 1227 році Антоній повернувся до Італії, аби взяти участь в Генеральній Капітулі в Ассижі, яку скликали у зв'язку із смертю Франциска. Тут він був призначений Провінційним священиком Емілії (і всієї Північної Італії). Тоді йому було майже тридцять два роки. Лише з 1228 року починається його життя, пов'язане з Падуєю, куди Святий прибув в попільну середу (цього дня Великого посту священик злегка посипає голови вірних попелом на знак їх покаяння перед Богом -прим. перекл.), аби виголосити великопосні науки.

## Чудеса Святого Антонія

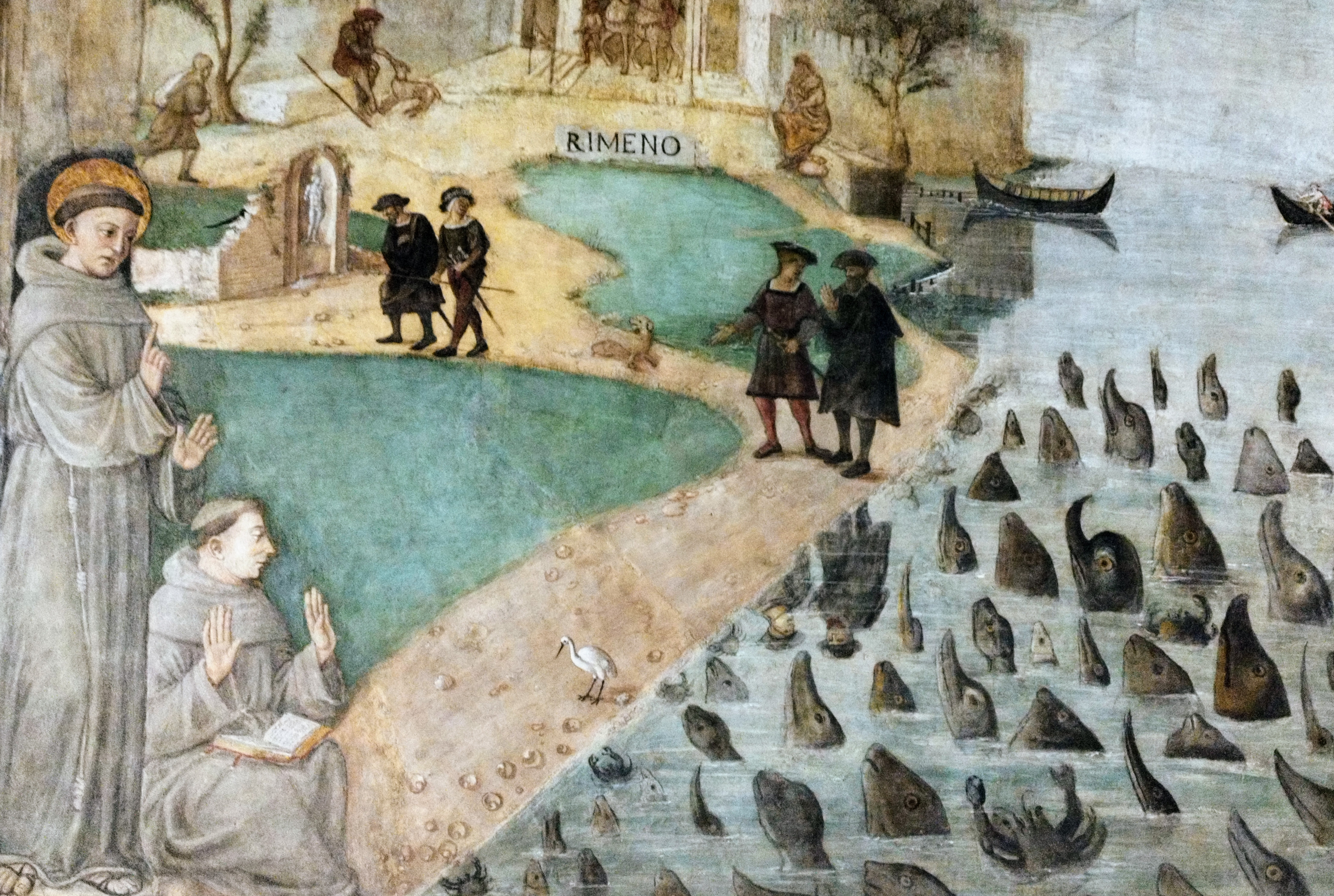
Антоній Падевський — «чудо про риб»

У книзі «Квіточки Франциска Ассизького» розповідається про два діяння Антонія. Приведемо найзнаменитіший епізод, що надихнув багатьох художників. З іншого боку, це одне з тих чудес, мета яких полягає саме в тому, аби за допомогою божественно дії навернути людей до віри. Благословенному Христу завгодно було показати велику святість вірного раба свого, святого Антонія, і те, з яким благоговінням навіть безрозсудні тварини слухали його проповідь і його святе вчення. Іншого разу на прикладі риб він присоромив безрозсудність невірних єретиків… Одного дня святий Антоній знаходився в Ріміні, де була велика кількість єретиків; бажаючи привести їх до світла правдивої віри і вивести на дорогу істини, він багато днів проповідував перед ними і сперечався про віру Христову і Святе Письмо, але, оскільки вони не лише не погоджувалися з його святими промовами, але в озлобленні і завзятості своїй не бажали навіть слухати святого Антонія, то одного дня він по натхненню від Бога пішов до самого моря, до гирла річки і, стоячи на березі, між морем і річкою, почав від імені Бога, немов проповідь, говорити рибам: — Слухайте Слово Боже, ви, риби морські і річкові, раз єретики уникають слухати Його.- І, ледве він так сказав, раптово до берега підплила така безліч риб, великих, малих і середніх, що ніхто ніколи не бачив настільки великого скупчення у всьому тому морі і в тій річці. І всі риби тримали голови над водою, дивлячись уважно на обличчя святого Антонія, завмерши у великій тиші, слухняності та порядку; прямо перед ним і ближче за всіх до берега стояли найбільші риби. І ось, коли риби розмістилися в такому порядку, святий Антоній урочисто почав проповідь і сказав так: — Брати мої риби, ви зобов'язані, в міру вашої можливості, бути вдячними нашому Творцеві, який дав вам для житла настільки благородну стихію. Отож ви, за своїм смаком, маєте прісну або солону воду. Дав вам багато затишних місць ховатися від бурі; ще дав вам світлу і прозору стихію і їжу для підтримки вашого життя. Благословенний і прихильний Творець ваш Бог, створюючи вас, повелів вам зростати і множитися, давши вам на це своє благословення. Потім, коли стався великий потоп, всі інші тварини загинули, вас же одних зберіг Бог від загибелі. Потім, дав вам плавники, аби рухатися, куди ви побажаєте. Вам, по Божому велінню, була дана честь зберегти Йону пророка і після трьох днів викинути його на землю живим і неушкодженим. Ви ж дали Господеві нашому Ісусові Христу монету для податку, бо Він, як бідняк, не мав чим платити. Потім, по особливій таємниці ви послужили їжею Вічному Цареві Ісусові Христу перед Воскресінням і після. За все це ви вельми зобов'язані славословити і благословляти Того, Який дав вам настільки великі милості — більше, ніж іншим тваринам. — У відповідь на ці й подібні до них речі і повчання святого Антонія, риби почали відкривати роти і нахиляти голови і цими і іншими знаками поваги, доступним для них способом, славити Бога. Тоді святий Антоній, бачивши від риб таку повагу до Бога Творця, зрадів в своєму дусі і сказав гучним голосом: -Нехай буде благословенний Бог Вічний, Його ж почитають риби, які живуть у воді більше, ніж люди єретики, і краще слухають Його безрозсудні тварини, ніж невірні люди. — І чим більше проповідував святий Антоній, тим більше зростало скопище риб, і жодна з них не покидала свого місця. На це диво стали збігатися жителі міста і між ними навіть були названі вище єретики. Останні, бачивши настільки чудесне і настільки явне диво, із сокрушенними серцями всі кинулися до ніг святого Антонія, аби слухати його проповіді. І тоді святий Антоній почав проповідувати віру католицьку, і проповідь його була така Богонахненна, що він навернув всіх тих єретиків і змусив їх повернутися до правдивої віри Христової. Усі вірні перебували у великій радості і, втішаючись, зміцнилися у вірі. І після цього святий Антоній відпустив риб з благословенням Божим, і вони всі віддалилися, дивним чином проявляючи свою радість, а за ними і народ, на славу Христа і бідняка Франциска. Амінь" (Глава XL).

Антоній Падевський — «чудо про вола»

Ще відомо так зване «чудо про вола», це прадавнє передання, що дійшло в безлічі різних версій. Донателло використовував цей сюжет в своєму бронзовому барельєфі. Сталося це також в Ріміні, що був тоді найголовнішим центром єресі в Італії. Прибічників єретиків підтримували гібелліни, аби досадити Папі. У цьому місті жив один єретик, запеклий більш за інших, який знущався з проповіді Антонія про Євхаристію, заперечуючи реальну присутність Христа і обов'язок християнина благоговіти перед нею. Цей єретик говорив, що не бачить жодної різниці між освяченою облаткою і простим хлібом: «був хліб, хлібом і залишився». Антоній заперечив, сказавши, що якщо Богові буде вгодно, то навіть мул, на якому їздив той єретик, буде благоговіти перед Святим Причастям. Єретик відповів, сміючись, що не дуже в цьому впевнений: досить було не давати йому їжі протягом трьох днів, а потім поставити перед ним кошик з вівсом, і, якщо мул відмовиться від сіна, аби преклонити коліна перед облаткою, тоді він, Бонвілло, в це повірить. Святий прийняв виклик. Єретик три дні не давав тварині їсти, а потім привів його на площу. З одного боку підійшов єретик з кошиком запашного сіна, а з іншою -Антоній з виблискуючим ковчегом дарів. І численний натовп зацікавлених міг спостерігати, як тварина, відвернувшись від кошика із свіжим сіном, обернулася до Євхаристії і, більш того, встала перед нею на коліна, показуючи своє благоговіння. На цій площі, що сьогодні носить ім'я Мула, була споруджена колона на згадку про цю подію, а в 1417 році на її місці був побудований невеликий восьмикутний храм, навпроти якого колись був будинок того єретика. Настільки ж знамените диво, яке, як розповідають, сталося у Феррарі, де один благородний ревнивець несправедливо звинувачував свою дружину в зраді. Він ще більш був розлючений після народження дитяти, яке, як йому здавалося, не було схоже на нього, і це для нього було доказом перелюбництва. Понесли хрестити дитятко: йшли разом — чоловік, похмурий через підозри, і жінка, що плакала від несправедливого звинувачення. Їх оточував натовп рідних: одні були пригнічені, інших долала цікавість. І ось з'явився Антоній. Він простягнув руки, попросивши, аби йому дали дитятко. Тоді притиснув його до грудей, і, неначе говорячи з дорослим (дитяті ж було всього декілька днів), попросив його, аби він сам вказав на свого батька. І дитя, протягнувши ручку, виразно сказало: «Ось мій тато!» І до тепер ще в палаці Орбіцци, де жила сім'я цього благородного і ревнивого кавалера, є каплиця, побудована на згадку про чудо. Флоренція була містом банкірів, де грошей було більше, а лихварства не менше, ніж в Падуї. Антоній говорив в своїх проповідях: «Проклятий виродок лихварів поширився по всій землі, і зуби їх ненаситні, як у левів. Вони жують брудну їжу — гроші, роздирають на шматки і безупинно пожирають майно бідняків, вдів і сиріт… Запам'ятаєте гарненько, лихварі, що ви стали здобиччю диявола, він оволодів вами. Він оволодів вашими руками, направивши їх до грабежу і відвернувши від добродійності; він оволодів вашими серцями, які згорають від бажання наживи і глухі до добра, він опанував вашу мову, завжди готову до брехні, шахрайства і обману, так що ви більше не можете ні молитися, ні промовляти чесні слова. Отруйні змії жадають крові, а ви так само жадібно прагнете до чужого добра. Біс жадібності роздирає і розчленовує ваші серця…» Банкіри і лихварі сміялися над цими словами, але настав день, коли помер найбагатший і жадібніший з них. Небіжчика понесли в церкву для християнського відспівування, але на дорозі траурного кортежу встав Антоній. «То хіба можна, — сказав він, — поховати в святому місці людину, вже поховану в пеклі? Якщо ви мені не вірите, розкрийте ножем його груди — і ви не знайдете серця: воно там, де його багатство». Натовп кинувся до будинку скупого і знайшла серце померлого в незгораючій шафі, серед чеків і заставних паперів. Після цього вирішили дослідити труп і там серця не знайшли.
Знамените диво повернення відірваної ноги змальоване на одній із фресок Тиціана, вельми відоме і диво убитого, а потім воскреслого хлопця.
Зворушлива також розповідь про дитину, знайдену мертвою в колисці, коли його мати пішла з будинку послухати проповідь святого. Жінка у відчаї повернулася в церкву, волаючи про чудо. Антоній заспокоїв її, тричі виголосивши такі слова: «Дивися, Бог покаже тобі свою доброту!» Коли вона повернулася додому, вона знайшла дитину живою, вона гралася камінчиками.

## Останні роки життя

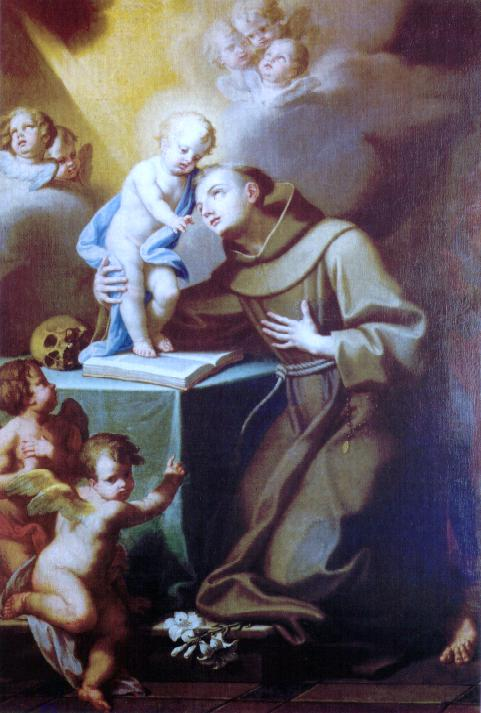
Видіння Св. Антонія Падуанського, Гаетано Ляпіс

І нарешті, ми дійшли до останніх днів його життя, проведених в місті, яке з тих пір пов'язане з його ім'ям. Падуя тоді була містом новим, тільки що відновленим після пожежі 1174 року. Ринки процвітали, падуанські шерсть і льон славилися по всій Італії, зростала популярність університету, заснованого в 1222 році, в місті була безліч студентів, сильна армія, великим був приплив нових багачів і аристократів. Але виникли також і секти, і політична боротьба, і амбіції, що роздирали суспільство, і війни між містами (особливо між Тревізо і Вероною). А коли закінчували битися, вдавалися до розкоші і задоволень. Вся область, так звана Тревізіанськая Марка прославилася під ім'ям «Любовної Марки». Як завжди, вельможі віддавалися балам, обідам, турнірами, верховій їзді, залицянням і порокам, а народ, жалюгідно та злиденно існуючи, мучився . Коли Антоній прибув туди, — «сильний в діях і словах», як писав літописець, — йшов 1229 рік, і його життя вже наближалося до кінця. Він читав там проповіді під час Великого посту, і це проповідування, за словами одного з найавторитетніших вчених, що займаються духовною спадщиною св. Антонія, «було християнським відродженням Падуї, її духовним відродженням» і «займає видатне місце в історії Західної Церкви». Дійсно, це був перший Великий піст з безперервними щоденними проповідями, які запам'яталися всім. Це було те новаторство, якому судилося отримати грандіозний розвиток у наступні століття". Після перших же проповідей виявилось, що жодна церква не могла вмістити натовп, який, за оцінками перших біографів, досягав близько тридцяти тисяч слухачів. Потрібно було вийти на площі. Приплив вірних, що бажають зайняти зручне місце, починався вже рано вранці, практично вночі. Певні місця завжди відводилися єпископові і духовенству. Слухачі збиралися зі всієї Тревізіанської Марки. Коли наставала година проповіді, торгівці закривали свої магазини, і ціле місто завмирало в очікуванні святого слова — слова, якого і боялися, і любили. Він говорив про Бога, засуджував пороки, закликав до добра, згадував про найнасущніші потреби міста.
Досі збереглася постанова мера Падуї від 25 березня 1231 року, згідно з якою жоден боржник не може бути поміщений у в'язницю, якщо буде доведено, що несплата боргу відбувається не через шахрайство і що невдалий боржник готовий заплатити своїм майном. Внизу під документом, що є важливим досягненням в області суспільного права, читаємо буквально наступне: «По клопотанню преподобного брата, блаженного Антонія, духівника Ордена молодших братів». Цілий день після проповіді присвячувався сповідям, які доводили Антонія буквально до знемоги. Саме він ввів в практику сповідь з нагоди проповіді, і це дозволило сприймати звичайні сповіді абсолютно по-новому. «Якщо ти щодня п'єш отруту гріхів, — пояснював він, — то повинен щодня приймати протиотруту сповіді». Протягом всього періоду Великого посту постійно відбувалися чудеса навернення і зцілення. Один з найцікавіших епізодів, що дійшли до нас, — це випадок з грішником, який навіть не зміг розповісти Антонію про свої гріхи, — настільки він був приголомшений почутою проповіддю. Тоді він вийшов, збентежений, щоб спочатку написати все на папері. Потім повернувся і тремтячою рукою протягнув йому листок, на якому покірно описав свої гріхи. Антоній взяв його, і в міру того, як він його читав, рядки зникали один за одним, аж поки аркуш знову не став чистим. Тоді він виголосив відпущення гріхів каяннику, повернувши йому цей листок, який став ніби матеріальним знаком відновленої невинності.
Закінчився цей виснажливий Великий піст. Огляд мощей святого, проведений в 1981 році, підтвердив твердження старовинних біографів: Антоній «помер від втрати сил в результаті перенапруженої роботи, мізерного харчування і відсутності відпочинку». Після Великого посту святий віддалився у францисканський скит, що знаходився в місцевості Кампосампієро. Він побажав, щоб йому побудували скит в скиті, і попросив одного свого благородного друга з цих місць побудувати маленьку підвісну келію із столиками і рогожами в гілках гігантського горіхового дерева, де він провів в молитвах свої останні дні. Тепер цього дерева більше немає, але зростає декілька горіхових дерев, вирощених з пересаджених відростків того дерева. Говорять, що в цих дерев є одна дивна особливість: вони розпускаються не як всі інші горіхові дерева, а лише в перші тринадцять днів червня, коли готуються відзначати свято святого, який колись жив серед цих гілок. Так написано в його старовинному життєписі. До цих останніх років його життя відноситься витончене зображення, так часто представлене в іконографії: одного дня його бачили на колінах в своїй келії, а на відкритій книзі, що лежала перед ним, стояло дитя, яке пестило і обіймало його, а зворушений Антоній притискав його до себе. Кажучи про Різдво, святий пише в своїх «Повчаннях»: «Серед багатьох причин, з яких Бог зволив з'явитися до нас у вигляді дитини, я вибираю наступну. Якщо ти образиш дитину, якщо дозволиш собі поводитися з нею грубо або навіть поб'єш її, але потім подаруєш яку-небудь квітку, або щось красиве, вона забуде все і побіжить обійняти тебе. І також, якщо ти, зробивши смертний гріх, образиш Ісуса, якою б страшною не була ця образа, досить піднести йому квітку розкаяння, троянду сповіді, окроплену сльозами, щоб він зараз же забув образу, пробачив тобі провину і прийшов обійняти і поцілувати тебе». Коли він писав ці слова, йому, звичайно, приходило на пам'ять те ніжне світло, яким присутність Дитини осяяла його темну келію. Мурільо залишив нам одне з найпрекрасніших живописних тлумачень цієї зустрічі, його картина зберігається зараз в Севільському соборі. У одному зі своїх творів, присвячених подорожам по Іспанії, Едмондо Де Амічис, відомий автор книги «Cuore» («Серце»), так розповідає про враження, яке він пережив перед цим зображенням: «Мені здалося, що розірвалося покривало, яке застилало мій розум. Я відчув безконечну віру в те, чого до того часу бажав швидше розумом, не будучи упевненим, що це існує насправді. Моє серце розривалося в пориві найбільшої радості, ангельської ніжності, безмежної надії. І з очей моїх рікою потекли сльози». Звичайно, відчуття — не ця ще віра, як не можна назвати вірою зворушливу прихильність, яку багато хто відчуває до цього святого, навіть стільки років після його релігійної діяльності. А тим часом, погляди багатьох вірних звернені саме до нього, святого Антонія, який на смертному одрі з хвилюванням говорив людям, що оточували його: «Я бачу Господа мого!» Наша віра багато в чому опирається на видіння святих. У гімні, створеному на честь святого відразу ж після його смерті, ми читаємо: «Якщо ти просиш чуда, то відразу ж відступають смерть, помилки і нещастя. Хворі видужують, море втихомирюється, ланцюги рвуться. Бажання молодих і старих виконуються: вони знову рухають кінцівками, знаходять загублені речі. Зникає небезпека, проходить вбогість. Хай розкажуть про все це ті, хто знає, і хай говорять головним чином падуанці…» І впродовж всіх семи століть християнський народ невпинно взиває до цього свого заступника, якого Папа Лев XIII назвав «Святим всього світу». Антоніо Сікарі, «Портрети святих»

## Храм св. Антонія з Падуї у Львові

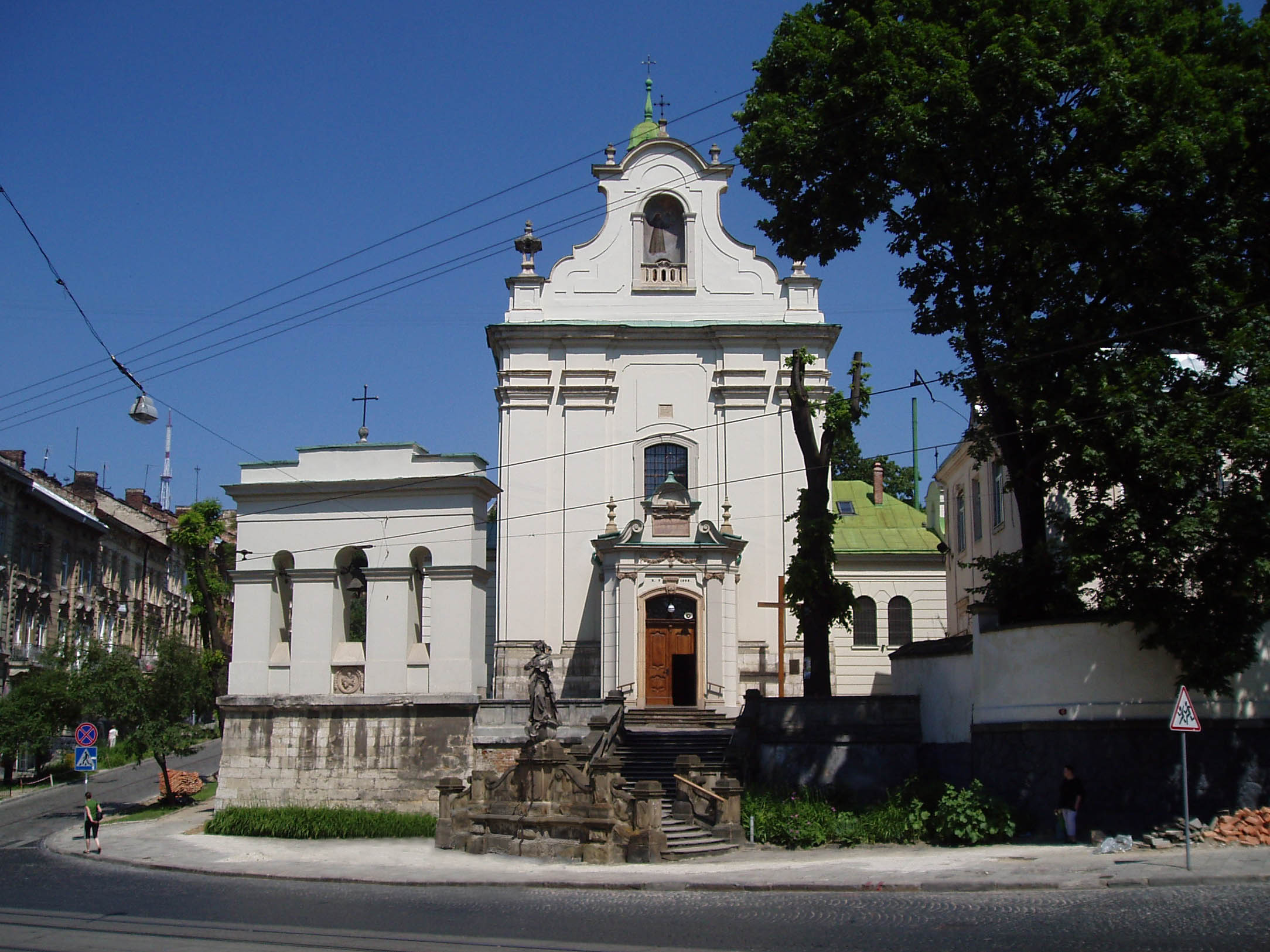
Костел св. Антонія у Львові

У 1618—1630 роках у Львові збудовано дерев'яний костел і монастир св. Антонія — другу францисканську святиню на території міста. Святиня була знищена під час облоги міста в 1648 році. У 1669 році францисканці розпочали відбудову храму з тесаного камененю.
Костел і монастир св. Антонія належав францисканцям до 1785 р.,коли відповідно до декрету цісаря Австрії Йосифа ІІ, монахи були змушені залишити святиню і переїхати в інше місце. До Костелу св. Антонія була перенесена парафія з храму св. Петра і Павла, який після цісарського указу став греко-католицькою церквою. Протягом багатьох наступних років костел зазнавав численних змін. Ґрунтовна відбудова костелу датується межею XIX і XX ст.
Від осені 1991 р. опіку над цією львівською святинею перейняли францисканці. 14 квітня 1995 р. Митрополит Львівський, Архієпископ Мар'ян Яворський, передав храм Ордену Францисканців Конвентуальних у постійну власність. Декретом від 13 червня 1995 р. костел був піднесений до гідності Санктуарію св. Антонія.

## Дев'ятниці до св. Антонія Падуанського
Молитви можуть служити для дев'ятиденної молитви до Св. Антонія або для традиційних дев'яти вівторків на Його честь.
Молитва до Св. Антонія Падевського про внутрішню поміч
- Дорогий Св. Антонію, вітаю Тебе з радістю і віддаю Тобі честь і славу від грішника (ім'я), того, хто знає, як сильно він потребує Божої ласки і Твоєї допомоги.

Усі знають Тебе як могутнього чудотворця. Усі Тебе називають Святим див. Ти помножив Свої милості не лише протягом Твого життя, але і впродовж сімсот років після смерті.
Чув, що Ти дуже добре ставився до всіх, а я часто похмурий і дратівливий, підлий і невдоволений усім. Так, я оздоблюю тих, хто навколо мене, навіть тих, які мене найбільше люблять.
Прошу, допоможи мені стати кращим(ою), щоб змінити свою поведінку, щоб вітати усіх усмішкою і веселим словом. Якщо все ж плакатиму, нехай мої сльози будуть внутрішніми.
Вірю, що Ти допоможеш мені тепер в Ім'я Господа нашого Ісуса Христа. Амінь.
Молися за нас, Св. Антонію, щоб ми стали гідними обітниць Христових.
Молитва до Св. Антонія Падевського за контроль над язиком
- Дорогий Св. Антонію, знову вітаю Тебе і дякую за Твою готовність прийти мені на допомогу в потребі. Моя прихильність до Тебе зростає неустанно.

Ти допоміг мені зрозуміти, що мої упадки породжені гординею і самозакоханістю. Розумію, що тепер я позбуваюсь своїх недоліків і не почуваюся так безнадійно; за це дякую Богові.
Ти використовував свій язик, щоб прославити Бога, проголошуючи Його Євангелію спасіння, призиваючи благословення Неба на інших. Прошу Тебе, продовжуй допомагати мені, щоб я міг вживати свою мову лише в добрих намірах і завжди зберігав її чистоту, був добрим і лагідним у розмові з іншими і радше втішав їх, аніж засмучував.
Свідомий Твого могутнього заступництва перед Богом, Я вірю, що Ти надалі допомагатимеш мені у моїй щоденній праці.
В Ім'я Господа нашого Ісуса, прошу Твоєї допомоги. Амінь.
Молися за нас, Св. Антонію, щоб ми стали гідними обітниць Христових.
Молитва до Св. Антонія Падевського про постійну допомогу
- Дорогий Св. Антонію, вітаю Тебе! Я вважаю Тебе своїм особливим приятелем. Відчуваючи Твою допомогу, дякую Тобі і хочу Тебе наслідувати.

Чи можу я вибрати одну з Твоїх чеснот, яка мені найбільше до вподоби? Можливо, я виберу оцю Твою рису, тому що її мені бракує. Я б хотів наслідувати Твою доброту до убогих і нужденних.
А почну від тих, які найближче до мене, з моєї родини. Робитиму щось для них, коли зможу, намагатимусь попереджувати їхні потреби. Опісля шукатиму нагоди робити це тим, хто живе дверима далі.
Прошу, допоможи мені витримати у цьому доброму наміренні, зрости від добрих слів до добрих вчинків і не знеохочуватись, коли мої наміри будуть незрозумілими.
Прошу, молися за мене до Бога, цього прошу в Ім'я Ісуса Христа нашого Господа. Амінь.
Молися за нас, Св. Антонію, щоб ми стали гідними обітниць Христових.
Молитва до Св. Антонія Падевського за мир
- Дорогий Св. Антонію! Знову вітаю Тебе і дякую Тобі. Впродовж Свого життя Ти завжди намагався бути миротворцем, примиряв ворогів, посварених, згладжуючи протиріччя.

Сучасний світ охоплений війнами і чварами, насиллям і незгодою. Всюди по наших містах і селах, у наших школах та інститутах, навіть церквах надто часто оселяється дух розбрату.
Усе це наслідок гріха, знак людської непостійності та неповноцінності. Допоможи нам стати миротворцями, особливо молитися і працювати для миру в моїй родині та країні. Я прошу цієї ласки в Ім'я Господа нашого Ісуса Христа. Амінь.
Молися за нас, Св. Антонію, щоб ми стали гідними обітниць Христових.
Молитва до Св. Антонія Падевського перед дорогою
- Дорогий Св. Антонію, сьогодні вітаю Тебе як особливого охоронця подорожуючих чи тих, хто збирається в дорогу. Я усвідомлюю Твою постійну турботу і Твою неустанну допомогу про мене. Я певен, що Ти допомагатимеш нам.

Ти постійно переїжджав з однієї країни в іншу (Сицилія, Франція, Іспанія), а також з одного міста Італії в інше, тому знаєш про небезпеки подорожуючих, а також про труднощі під час дороги.
В подорожах прошу, оберігай і провадь нас, бо ми завжди покладаємось на Твою допомогу.
Наш Господь, Ісус Христос, сказав нам: «Я — Дорога». Молися, Св. Антонію, до Нього за нас, щоб ми ніколи не зійшли з правильного шляху. Амінь.
Молися за нас, Св. Антонію, щоб ми стали гідними обітниць Христових.
Молитва до Св. Антонія Падевського — самітника
- Дорогий Св. Антонію, вітаю Тебе цього дня, віддаючи шану Твоїй самотності, молитві та покуті.

Ти вибрав ім'я Антонія, першого пустельника-самітника за Свого Небесного Покровителя, коли став Францисканцем. Ти шукав Божої допомоги в молитві й пості, в монастирській тиші. навчи мене знаходити користь в тілесній недузі. Заступися за мене перед Богом, щоб моє здоров'я покращилося. Коли ж я одужаю, дай мені ласку духовного зцілення.
Прошу Твого благословення на честь Христа, нашого Господа.
Молися за нас, Св. Антонію, щоб ми стали гідними обітниць Христових.
Молитва до Св. Антонія Падевського перед Святою Літургією
- Дорогий Св. Антонію, вітаю Тебе з шаною, знаючи про Твою особливу любов до нашого Господа у Пресвятій Євхаристії.

Сьогодні прошу Тебе допомогти мені краще зрозуміти ласки Божі, які приділяються нам у Св. Літургії та Пресвятій Євхаристії.
За Твоєю допомогою я буду більш шанобливим і зосередженим під час Літургії, уважнішим у приготуванні до Св. Причастя, вдячнішим у благодаренні Богові за ласки, які Він виєднує нам у Найсвятіших Тайнах.
Дай мені завжди живитися зі Святої Вечері не лише Хлібом Життя, але й Словом Божим, промовленим до нас і поясненим під час Служби Божої. Цю ласку прошу в Тебе в Ім'я Христове. Амінь.
Молися за нас, Св. Антонію, щоб ми стали гідними обітниць Христових.
Молитва до Св. Антонія Падевського під час спокус
- Великий Св. Антонію, дякую нашому Господеві за допомогу, яку Він за Твоїм посередництвом подає нам сьогодні. Я дякую Богові також за ласки, які Він дав Тобі під час Твого короткого перебування на землі. Бог не може дати нам, Своїм творінням, більшого дару, аніж Себе Самого. Це те, що зробив Ісус, наш Господь, коли Він як Божественне Дитятко прийшов до Тебе. Це знак великої любові до Тебе, це символ любові, яку Він має до всіх Своїх людей, любові, якою Він прагне поділитися з кожним із нас, навіть зі мною.

Дорогий Св. Антонію, допоможи мені в моїх турботах, труднощах і стражданнях, особливо під час спокус (назвати їх). Прошу, заступайся за мною перед Богом в моїх потребах. Амінь.
Молися за нас, Св. Антонію, щоб ми стали гідними обітниць Христових.
Молитва до Св. Антонія Падевського про чуйне серце
- Дорогий Св. Антонію, вітаю Тебе як свого могутнього заступника перед Богом. Ти знаєш, як ми ганяємося за щастям і як часто і підступно шукаємо його в поганому місці.

Прошу, благай у Господа для нас ласки, якою Він так щедро Тебе наділив. Так, ми більше не шукатимемо щастя надаремно в Божих творіннях, а лише в Ньому Самому, джерелі всякого добра.
Виблагай для нас, могутній Св. Антонію, ласку чуйного серця. Тоді ми бачитимемо Бога в усіх тих, кого зустрічаємо щодня. Нехай наші серця завжди будуть спрямовані до правдивого джерела радості — Ісуса Христа, нашого Господа. Амінь.
Молися за нас, Св. Антонію, щоб ми стали гідними обітниць Христових.
- Допомога Св. Антонія упродовж 700 років проявляється в численних ласках, духовних і тимчасових. Його свято Церква обходить 13-го червня. Вівторок — Його особливий день.
- «Хліб Св. Антонія»
- Чудовий вияв побожності до Св. Антонія під назвою «хліб Св. Антонія» походить із XIII ст. Це чудо стало джерелом багатьох ласк і благодатей, а також великою допомогою бідним і нужденним.

Згідно з найдавнішими описами, коли будували велику базиліку, дівчинка з Падуї впала у бочку з водою і втопилася. Згорьована мати покликала Св. Антонія на допомогу і пообіцяла, що пожертвує пшеницю для бідних, вагою з її дитину, якщо вона повернеться до життя. Поки мати молилася, дитина прокинулась. Це чудо започаткувало побожну практику давати милостиню бідним як прохання або подяку за ласки, одержані через заступництво Св. Антонія.
Ця практика отримала свою назву від ласки, яку отримала побожна дівчина на ім'я Луїза Буфієр в Тулузі (Франція) у минулому столітті. Вона пообіцяла подарувати хліб бідним в подяку за поміч Св. Антонія. її крамниця згодом стала центром побожності до Святого. Пожертви від тих, чиї молитви були вислухані, щедро розділили поміж численними вбогими сім'ями того міста.
Францисканський Орден завжди заохочував цей акт милосердя до вбогих і нужденних. Це похвальний метод пожертви і подяки Св. Антонію за всі ласки, котрі зсилає на нас Небо через заступництво Святого. Тож, дорога християнська душе, завжди пам'ятай про бідних і хворих біля себе; спіши, поки ще живеш, творити добро за посередництвом Св. Антонія.

## Праці
- Святой Антоний Падуанский, «Пропооведи», серия «Францисканское наследие», под ред. В. Л. Задворного, изд. «Францисканцев — Братьев Меньших Конвентуальных», г. Москва, 1997 г., Том II (рос.)

## Вшанування
Пам'ятник у селі Підзамочок.
Св. Антоній Падуанський вважався патроном міста Турка (нині — Львівська область); його зображення виступало на гербовій печатці міста до 1860-х рр. (Львівська національна бібліотека ім. В.Стефаника. — Відділ рукописів. — Ф. 144. — Оп. 3. — Спр. 18(1). — Арк. 156, 157).

## Галерея

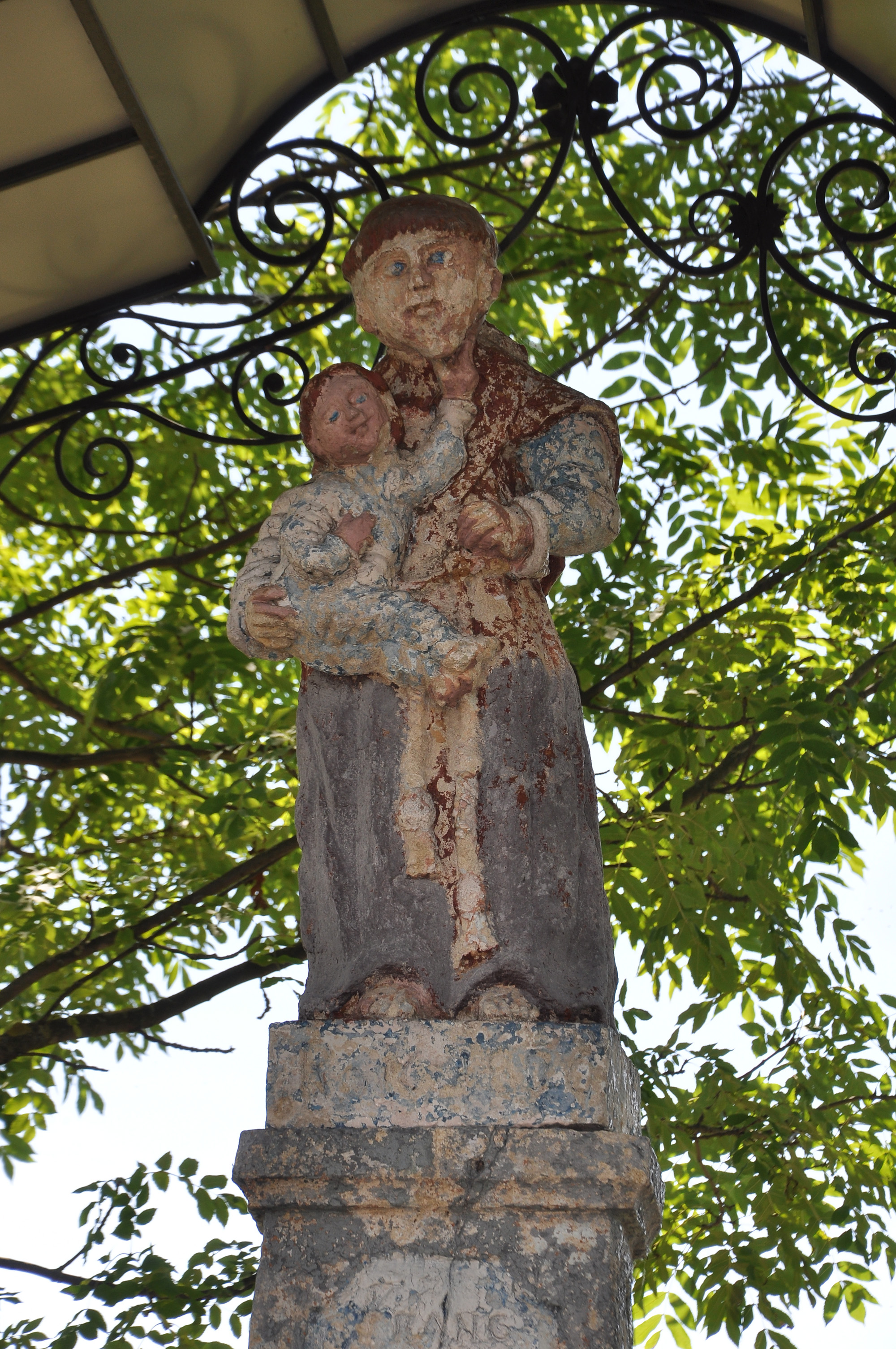
Пам'ятник Св. Антонію на західній околиці села Підзамочок
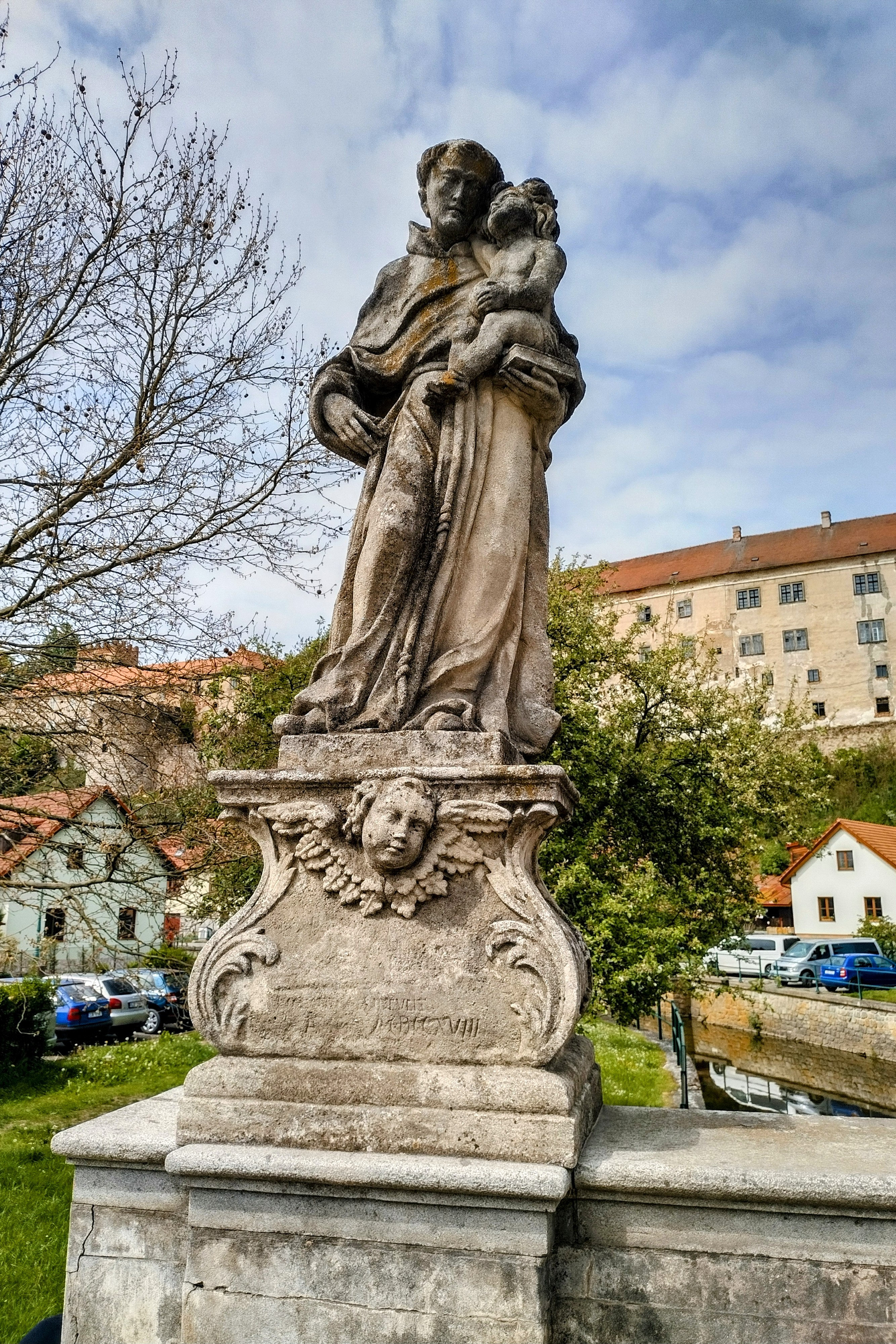
Статуя Св. Антонію на Єврейському мості Бртніце (Чехія)

## Патрон
- Україна: Турка
- Португалія:
  - муніципалітети: Вале-де-Камбра, Вендаш-Новаш, Віла-Верде, Віла-Нова-да-Баркіня, Віла-Нова-де-Фамалікан, Віла-Реал, Ештаррежа, Порталегре, Регенгуш-де-Монсараш
  - парафії: Авеланш-де-Каміню, Олівейріня